# Kraven's Last Hunt
Kraven's Last Hunt  (укр. Останнє полювання Крейвена) — сюжетна лінія коміксів про Людину-павука, опублікована видавництвом Marvel Comics в 1987 році. Серія, авторами якої стали письменник Джон Марк ДеМаттейс і художник Майк Зек, описує фінальну сутичку між Людиною-павуком і одним з його ворогів Крейвеном-мисливцем. Сюжетна лінія розгортається в шести випусках: Web of Spider-Man # 31-32, The Amazing Spider-Man # 293-294 і The Spectacular Spider-Man # 131-132.

## Сюжет
На початку оповідання суперлиходій Крейвен-мисливець божеволіє від своєї нездатності впоратися зі своїми ворогами. Він народжує план, за допомогою якого здавалося б перемагає Людину-павука і вбиває його пострілом. Крейвен ховає його, а сам одягає його костюм і видає себе за Людину-павука, почавши вершити власне правосуддя.
По всьому Нью-Йорку він жорстоко розправляється зі злочинцями, в тому числі, за випадковим збігом, з тими, що напали на Мері Джейн Уотсон, дружину Пітера Паркера / Людини-павука. Кульмінацією діяльності Крейвена стає особисто захоплення суперлиходія Паразита, в той час як Паркер користувався допомогою Капітана Америки, щоб перемогти Паразита. Через два тижні, Пітер Паркер, будучи похованим в могилі, приходить до тями після транквілізатора Крейвена. Паркеру вдається вибратися з могили і коли він добирається до Крейвена і нападає на нього, той не чинить опір, вважаючи себе переможцем.
Крейвен звільняє захопленого їм Паразита, який атакує Людину-павука, сподіваючись побити його також жорстоко, як він побив його. Людина-павук зазнає поразки від Паразита, і, коли той вже готується його вбити, втручається Крейвен і рятує життя Пітера. Він дозволяє паразитові піти і пропонує Людині-павуку відправитися за ним, якщо він захоче, але сам Крейвен залишиться тут, так як його дні закінчуються, і це було його останнє полювання. Людина-павук йде, а Крейвен відправляється додому, згадує про своє минуле і здійснює самогубство за допомогою дробовика. Людина-павук знаходить Паразита і перемагає його за допомогою хитрості, а пізніше повертається додому до дружини і заліковує рани.

## В інших медіа

### Фільм
Річард Венк розповів, що пропонований окремий фільм "Мисливець на воронів" буде натхненний "Останнім полюванням Ворона", і що у фільмі буде присутня Людина-павук.

### Роман у прозі
У жовтні 2014 року вийшла новелізована адаптація "Останнього полювання Крейвена" в рамках серії Marvel Prose Novel, адаптована з оригінальних видань і доповнена Нілом Кляйдом. У цій адаптації Пітер і Мері Джейн не одружені через зміни у спадкоємності, що відбулися внаслідок сюжетної арки "Ще один день".

### Кризовий протокол Marvel
У продукті Atomic Mass Games Marvel Crisis Protocol тактична карта "Страшна симетрія" з'являється як карта тактики. Ця карта дозволяє замінити модель Крейвена на модель Людини-павука Пітера Паркера, якщо Крейвен виводить Людину-павука з гри. Цим новим Людиною-павуком керує гравець, який до цього контролював Крейвена.